# Велосипедний насос

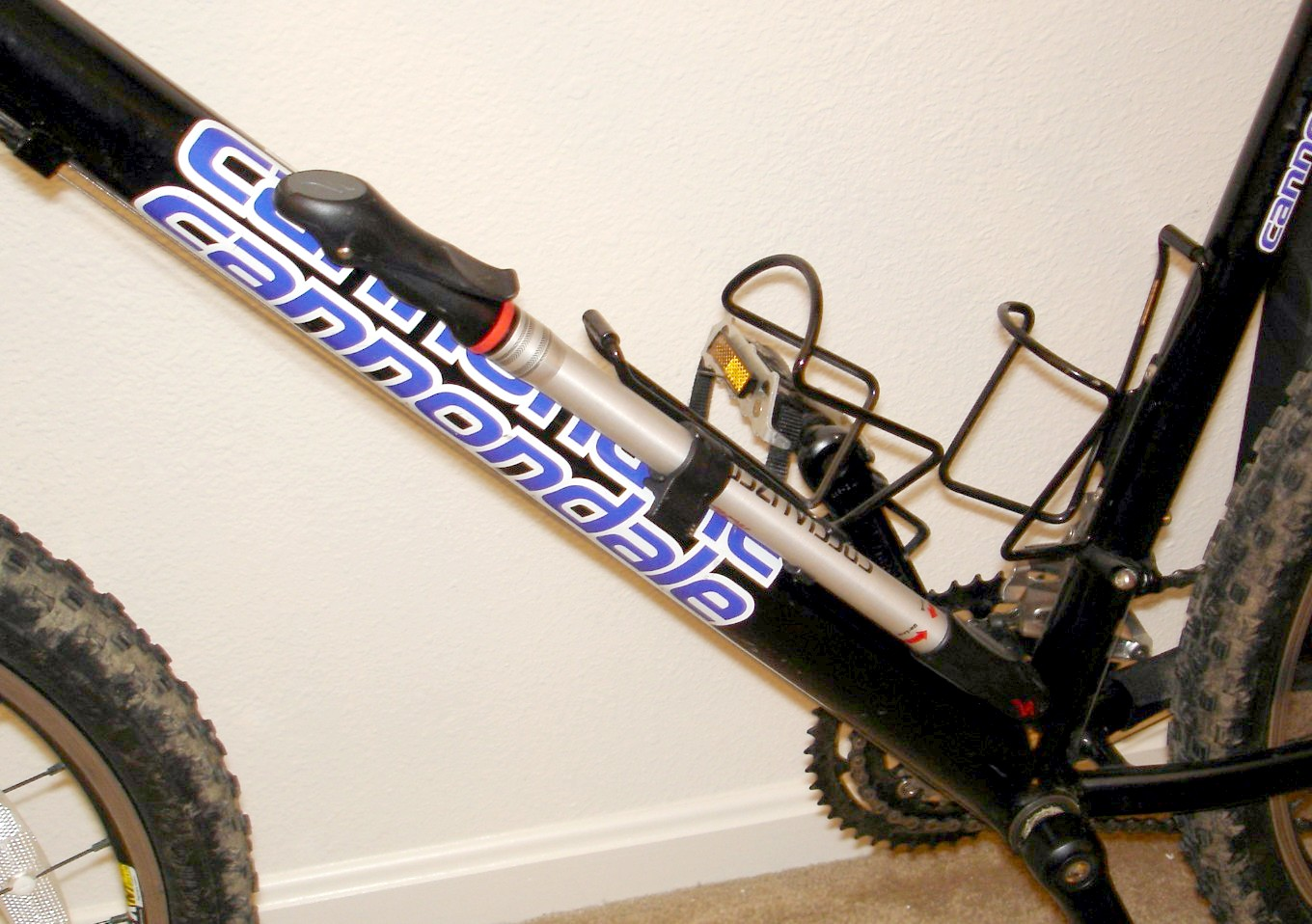
Велосипедний насос на рамі велосипеда

Велосипедний насос — ручний або ніжний повітряний насос для накачування велосипедних шин. Оснащується адаптером для з'єднання з штуцером велосипедної камери.
Велосипедний насос накачує повітря за допомогою поршня. Під час ходу вгору поршень всмоктує атмосферне повітря через односторонній клапан. Під час низхідного ходу поршень витісняє повітря з насоса в велосипедну шину. Окремі типи насосів мають вбудований манометр для індикації тиску в шинах.
Перші велосипедні насоси, як вважається, з'явились у Шотландії близько 1887 р. разом з першими надувними шинами Джона Бойда Данлопа.